# Пасаче, Пабло
Па́бло Паса́че (исп. Pablo Pasache; род. 1 февраля 1915, дата смерти неизвестна) — перуанский и чилийский футболист, выступавший на позиции полузащитника. Победитель чемпионата Южной Америки 1939 года в составе сборной Перу.

## Биография
Пабло Пасаче начал играть в футбол во второй половине 1930-х годов в составе образованного в 1935 году клуба «Депортиво Мунисипаль». В 1938 году вместе со своей командой выиграл чемпионат Перу — впервые в истории клуба. За весь турнир команда потерпела лишь одно поражение в гостевой игре против столичного ФК «Сукре» (ныне «Марискаль Сукре») — со счётом 2:4, причём в пользу хозяев было назначено три пенальти.
В составе сборной Перу Пабло Пасаче дебютировал 11 августа 1938 года в матче первых в истории Боливарианских игр в Боготе, в котором «инки» разгромили Эквадор 9:1. Он также сыграл в победном матче против Венесуэлы (2:1).
В 1939 году Пасаче провёл три из четырёх матчей Перу на домашнем первенстве континента и помог своей команде впервые стать чемпионом Южной Америки. Перуанцы выиграли все встречи с разницей мячей 13:4, включая решающий матч у сборной Уругвая (2:1), которая также подошла к нему со стопроцентным показателем набранных очков.
В 1940 году во второй раз стал чемпионом Перу и переехал в Чили, где стал играть за команду «Магальянес» — сильнейший клуб страны 1930-х годов. Пасаче по ускоренной процедуре прошёл натурализацию и 9 января на Национальном стадионе в Сантьяго сыграл свой единственный матч за сборную Чили в ответном матче товарищеского турнира «Кубок президента Аргентины». Сборная Чили уступила аргентинцам со счётом 2:5. К тому моменту Пабло Пасаче уже сыграл пять матчей за сборную Перу и был чемпионом континента, однако правила, регулирующие смену спортивного гражданства, в тот период ещё были не очень строгими. Пасаче стал вторым перуанцем, сыгравшим за сборную Чили. Первым стал Хуан Кастильо, дебютировавший за «роху» в первом матче того же самого Кубка президента Аргентины, состоявшегося 5 января и также закончившегося победой Аргентины со счётом 2:1.
На турнире 1942 года Пасаче уже вновь выступал за сборную Перу. Он сыграл в пяти из шести матчей сборной (за исключением игры против Аргентины, в которой «инки» уступили со счётом 1:3). В последней игре 7 февраля 1942 года был заменён на Антонио Биффи. Перуанцы сыграли вничью с командой Чили 0:0 и этот матч стал последним для Пасаче в футболке сборной Перу.
Пасаче вернулся на родину, где стал выступать за «Университарио». Дважды подряд, в 1945 и 1946 годах, помогал «кремовым» выиграть чемпионат Перу. Последние годы в карьере провёл за родной «Депортиво Мунисипаль», с которым в 1950 году вновь выиграл национальное первенство. После второго места в 1951 году Пабло Пасаче принял решение завершить карьеру футболиста.

## Титулы
- Чемпион Перу (5): 1938, 1940, 1945, 1946, 1950
- Победитель Боливарианских игр (1): 1938
- Чемпион Южной Америки (1): 1939